# Jean-Louis Bory

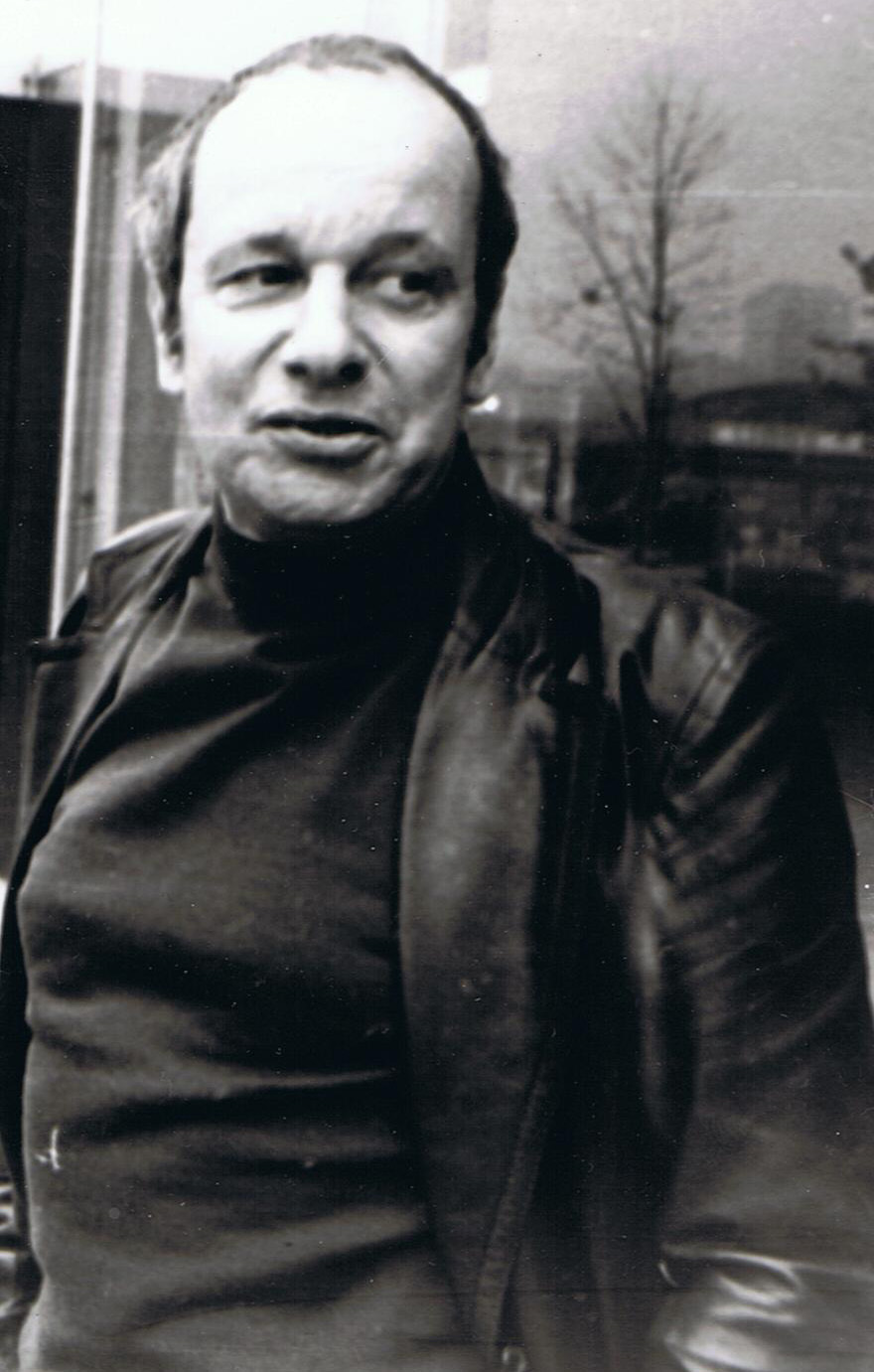
Jean-Louis Bory in den 1970er Jahren

Jean-Louis Bory (* 25. Juni 1919 in Méréville, Département Essonne; † 11. Juni 1979 ebenda) war ein französischer Schriftsteller und Filmkritiker.

## Leben und Wirken
Bory stammte aus einer Familie von Lehrern, sein Vater war Apotheker und Lehrer, seine Mutter unterrichtete am Lycée von Méréville. Nach seiner Schulzeit in Étampes ging er nach Paris ans Lycée Henri IV (5. Arrondissement).
Als Bory 1939 an die École normale supérieure (ENS) wechseln wollte, berief man ihn zum Militär. Im Oktober 1942 konnte er nach Paris zurückkehren und er ließ sich im Quartier Latin nieder. Dort erhielt er auch im Juli 1945 seine Agrégation und man berief ihn noch im selben Jahr als Dozent ans Lycée von Haguenau (Département Bas-Rhin).
Parallel dazu konnte er auch mit seinem ersten Roman erfolgreich debütieren. Durch diesen Erfolg konnte Bory in seiner Heimatstadt den Gutshof – bekannt als „Villa Iris“ – seiner Großeltern erwerben; Bory änderte mit dem Kauf den Namen in „La Calife“. In diesen Jahren stand Bory dem Mouvement de la paix und der Association France-URSS nahe. Louis Aragon versuchte, wenn auch vergeblich, Bory für die Parti communiste français zu gewinnen.
1950 wurde Bory auf eigenen Wunsch nach Paris versetzt. Er unterrichtete dort am Lycée Voltaire (11. Arrondissement). Ab 1952 begann er regelmäßig im Samedi Soir zu veröffentlichen. Drei Jahre später wechselte er zusammen mit seinem Kollegen François Erval zum L’Express, dem Sprachrohr von Pierre Mendès France.
Als 1956 der Aufstand in Ungarn ausbrach, wandte sich Bory vom Kommunismus ab. Am 8. November 1956 unterschrieb er zusammen mit Jean-Marie Domenach, Edgar Morin und anderen eine Petition im France Observateur. Ab 1957 unterrichtete er auch am Lycée Henri IV. Politisch weiterhin interessiert und aktiv, gehörte er auch 1960 zu den Unterzeichnern des Manifests der 121. Für dieses Engagement wurde er für einige Monate suspendiert.
1957 schloss sich Bory der Redaktion der Cahiers des saisons an und im darauffolgenden Jahr gab er seine pädagogische Karriere auf und widmete sich ausschließlich dem Schreiben. Im Januar 1965 holte Guy Dumur vom Nouvel Observateur Bory in die Redaktion. In seinen ersten Essais setzte sich Bory für Louis-Ferdinand Céline ein und versuchte ihn zu rehabilitieren.
Ab Sommer 1977 litt Bory an Depressionen. Er publizierte immer weniger und zog sich nach Méréville zurück. In der Nacht vom 11. auf den 12. Juni 1979 beging Jean-Louis Bory in seinem Haus Suizid.

## Ehrungen
- 1945 Prix Goncourt für Mon village à l’heure allemande.

## Werke
Romane
- Mon village à l'heure allemande. J'ai lu, Paris 2010, ISBN 978-2-290-02182-8 (EA Paris 1945).
- Chère Aglaë. Flammarion, Paris 1947.
- Fragile ou le panier d'œufs. Flammarion, Paris 1950.
- Un noël à la tyrolienne. Horay, Paris 1952.
- L'odeur de l'herbe. Julliard, Paris 1962.
- L peau des zèbres. Gallimard, Paris 1969/76.

1. La peau des zèbres. 1969.
2. Tous nés d'une femme. 1976.

- Le pied. Roman-feuilleton inconoclaste éclaté. Belfond, Paris 1977, ISBN 2-7144-1083-9.
- Un prix d'excellence. Gallimard, Paris 1986, ISBN 2-07-070642-7.

Essais
- Pour Balzac et quelques autres. Julliard, Paris 1960.
- Eugène Sue. Dandy et socialiste. Hachette, Paris 1962.
- La révolution de juillet. Gallimard, Paris 1972.
- Ma moitié d'orange. H & O, Béziers 2005, ISBN 2-84547-110-6 (Vorwort von Dominique Fernandez, EA Paris 1973).

Sachbücher
- Cinéma. Éditions 10/18, Paris 1971/77

1. Des yeux pour voir. 1961–1966. 1971
2. La nuit complice. 1966–1968. 1972.
3. Ombre vive. 1969. 1973.
4. L'écran fertile. Janvier 1970–Juin 1971. 1974.
5. La lumière écrit. Mai 1971–Décembre 1972. 1975
6. L'obstacle et la gerbe. Janvier 1973–Décembre 1974. 1976.
7. Rectangle multiple. 1975–1976. 1977.